# Montrose (Dél-Dakota)
Montrose város az Amerikai Egyesült Államok Dél-Dakota államában, McCook megyében. Lakosainak száma 468 fő (2020. április 1.).

## Népesség
A település népességének változása:

| 2010 | 472 |
| 2020 | 468 |